# Ipilimumab
Ipilimumab, nome comercial Yervoy, é um anticorpo monoclonal humano desenvolvido pela Bristol-Myers Squibb. É utilizado no tratamento de melanoma e outros tipos de câncer como de pulmão e prostático.